# Chanel, cocaína y Don Perignon
«Chanel, cocaína y Don Perignon» es una canción del grupo de rock español Loquillo y Trogloditas, publicada en 1986. Con música de Ricard Puigdomenech y letra del propio Loquillo.

## Descripción
Se trata del tercer sencillo extraído del álbum La mafia del baile, y también el que mayor éxito cosechó. Definido como una mezcla de swing y country, su letra, con alusión al consumo de cocaína ha sido calificada de políticamente incorrecta por el propio autor.
Se ha leído como una dura crítica a la impostada autenticidad de la que hacían alarde otros exponentes del rock español de la época.
La ortografía del título de la canción, tal y como fue publicado, no se adecua a la de uno de los nombres propios a los que alude: se usa Don Perignon en lugar de Dom Pérignon.
El tema se volvió a grabar tanto para el álbum en directo ¡A por ellos...! que son pocos y cobardes (1989) como para el álbum de Loquillo Código Rocker (2015).